# Grenade aminosyror
Grenade aminosyror (BCAA) är samlingsnamnet för de tre essentiella aminosyror som har en grenad sidokedja i vilken grenen består av en kolatom och tre väteatomer – leucin, isoleucin och valin. 

Leucin
Isoleucin
Valin

Till skillnad från övriga aminosyror, vilka regleras av tarmen och levern innan de förs vidare ut i kroppen, går de grenade aminosyrorna rakt in i blodomloppet. Genom att man tar BCAA i samband med träning kan immunförsvaret stärkas och muskelåterhämtningen förbättras.

## Effekterna av BCAA kosttillskott i samband med träning
BCAA har en insulinliknande effekt på glukos som minskar glukoshalten i kroppen. BCAA kosttillskott minskar dessutom nivåerna av mjölksyra hos musklerna och hjälper på så sätt glukosmetabolismen att hålla igång. Det leder till att glykogenolys minskar i levern och att plasmanivåerna av glukos blir lägre. När BCAA tas upp innan träning minskar det behovet av glykogenolys i levern. Studier har visat att blodglukoshalter utanför träning inte har något tydlig effekt av BCAAs. Även om BCAAs är väldigt viktigt och nödvändigt för att bygga muskler behöver man också konsumera de andra essentiella aminosyrorna.